# 청춘18티켓

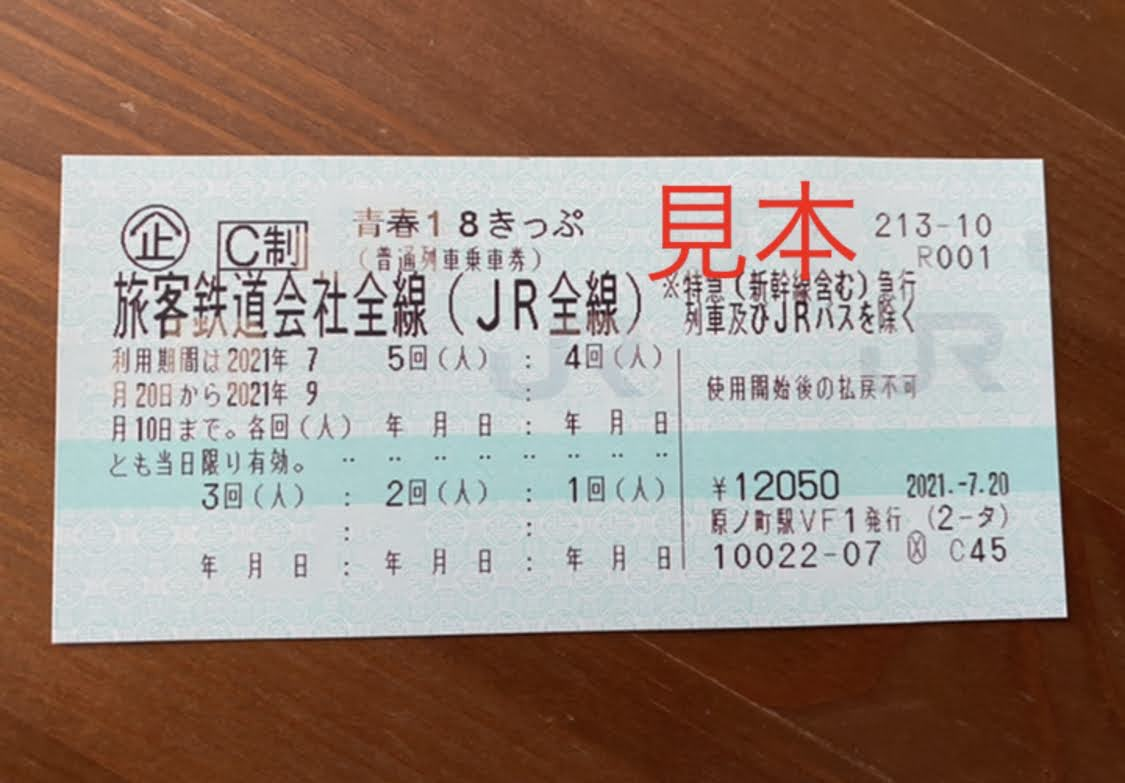
사용된 청춘18티켓, 2021년

청춘18티켓(일본어: 青春18きっぷ)은 2,410 엔(5일간 12,050 엔)으로 하루 동안 JR 보통열차와 쾌속열차를 무제한으로 이용할 수 있는 티켓이다. 흔히 청춘티켓이라고 부른다. 일본의 여객철도회사인 JR 그룹의 기획티켓으로 <청춘18티켓>이라는 이름에는 열여덟 청춘의 마음으로 떠나는 여행이라는 의미가 담겨 있다. 나이 제한 없이 20대 대학생은 물론 80세 할아버지도 사용할 수 있다. 여름과 겨울에 발매되는 기간한정 상품이다. JR 주요역의 ‘미도리노마도구치’와 JR 여행센터에서 구입할 수 있다.
원칙적으로는 JR 그룹의 보통열차와 쾌속열차만 이용할 수 있지만 JR 동일본의 보통, 쾌속열차에 달려 있는 자유석 그린샤는 그린샤 요금을 지불한다면 탑승할 수 있다. 또한, 아래의 제3섹터 구간을 중간하차 없이 통과만 한다는 조건 하에서도 사용 가능하다.
- 아오이모리 철도 아오이모리 철도선 아오모리 ~ 노헤지 ~ 하치노헤. 단, 아오모리, 노헤지, 하치노헤 역 이외에서 하차할 경우 전 구간 운임을 지불해야 함.
- 아이노카제토야마 철도 아이노카제토야마 철도선 도야마 ~ 다카오카. 단, 도야마, 다카오카 역 이외에서 하차할 경우 전 구간 운임을 지불해야 함.
- IR이시카와 철도 IR이시카와 철도선 가나자와 ~ 쓰바타. 단, 가나자와, 쓰바타 역 이외에서 하차할 경우 전 구간 운임을 지불해야 함.

또한, 보통열차가 운행되지 않는 구간에서는 특급열차 자유석을 이용할 수 있으나, 특례구간 내에서만 이용해야 한다. 특례구간 외를 벗어나는 탑승의 경우 탑승한 전 구간 운임과 특급권이 필요하다.